# Języki Melanezji
Języki melanezyjskie – autochtoniczne języki Melanezji, używane współcześnie przez ok. 1 mln osób. Jest to określenie geograficzne, nie genetyczne – języki melanezyjskie nie tworzą rodziny językowej, zalicza się do nich ponad 400 języków z rodziny austronezyjskiej oraz z grupy papuaskiej. Są to m.in. języki: fidżi, kanaka, vanuatu czy salomońskie.